# Louw Venter
Louw Venter (nacido el 16 de agosto de 1975) es un actor y cineasta sudafricano.

## Carrera profesional
En 2001, debutó siendo parte del reparto de la película Final Solution.
Además de su carrera como actor, ha sido guionista de la película Konfetti y las series Rugby Motors y Vinkel & Koljander. En 2015 debutó como director con el cortometraje Leemte. En 2016, consiguió mayor atención por su actuación en Kalushi: The Story of Solomon Mahlangu, basada en una historia real.
En 2020, dirigió y escribió su primer largometraje Stam, que se estrenó en BoxOffice de DStv en octubre. La película había hecho su estreno mundial en el Festival Internacional de Cine de Durban en septiembre del mismo año. También se estrenó en el 18 ° Festival Internacional de Cine Tofifest 2020 en Polonia. Stam ganó el premio a la Mejor Película Sudafricana en el Festival Internacional de Cine de Durban 2020 (DIFF).

## Filmografía parcial
| Año  | Película                               | Rol                      | Tipo                | Ref.   |
| ---- | -------------------------------------- | ------------------------ | ------------------- | ------ |
| 2007 | Big Fellas                             | Bullseye                 | Película            |        |
| 2012 | Semi-Soet                              | Hertjie Greyling         | Película            | [ 10 ] |
| 2016 | Die Boekklub                           | Altus                    | Serie de televisión |        |
| 2016 | Vinkel & Koljander                     | Erik Combrink            | Serie de televisión |        |
| 2016 | Kalushi: The Story of Solomon Mahlangu | Van Heerden              | Película            | [ 3 ]  |
| 2016 | The Discovery of Fire                  | The Man                  | Cortometraje        |        |
| 2016 | Twee Grade van Moord                   | Jan Rademeyer            | Película            |        |
| 2016 | Hotel                                  | Charlie Hobo             | Serie de televisión |        |
| 2017 | Hoener met die Rooi Skoene             | Capitán Hendrik Greyling | Película            |        |
| 2017 | Kampterrein                            | Jan Fouché               | Película            |        |
| 2017 | Van der Merwe                          | Willem van der Merwe     | Película            |        |
| 2018 | Swartwater                             | Francois le Roux         | Serie de televisión |        |
| 2018 | Kloof                                  |                          | Cortometraje        |        |
| 2019 | Swaaibraai                             | Anton                    | Cortometraje        |        |
| TBD  | Indemnity                              | Ernst Viljoen            | Película            |        |